# Daedalus (cràter)
Daedalus és un cràter lunar localitzat al centre de la cara oculta de la Lluna, en les coordenades 5,9º S, 179,4º E, té un diàmetre de 93 quilòmetres i una profunditat de 3,0 quilòmetres. El seu epònim fa referència a Dèdal.
La paret interna forma terrasses, i hi ha un nucli de pics al centre del sòl relativament pla. A causa de la seva situació (protegida de les emissions ràdio de la Terra), s'ha proposat com a lloc per un futur radiotelescopi, el qual aprofitaria la forma del cràter, a semblança del radiotelescopi d'Arecibo, però a una escala bastant major.
Va ser anomenat Cràter 308 (i de vegades encara se'l anomena així), pel seu nom temporal, abans de ser batejat per la Unió Astronòmica Internacional.

## Cràters satèl·lit
Per convenció aquests elements són identificats en els mapes lunars posant la lletra en el costat del punt mig del cràter que està més a prop de Daedalus.
|          | \| Daedalus \| Coordenades \| Diàmetre \| \| -------- \| ------------------------------------ \| -------- \| \| B \| 4° 06′ S, 179° 48′ O / 4.1°S,179.8°O \| 23 km \| \| C \| 4° 06′ S, 178° 54′ O / 4.1°S,178.9°O \| 68 km \| \| G \| 6° 36′ S, 177° 24′ O / 6.6°S,177.4°O \| 33 km \| \| K \| 8° 18′ S, 178° 30′ O / 8.3°S,178.5°O \| 24 km \| \| M \| 8° 06′ S, 179° 30′ E / 8.1°S,179.5°E \| 13 km \| \| R \| 7° 42′ S, 175° 12′ E / 7.7°S,175.2°E \| 41 km \| \| S \| 6° 48′ S, 172° 54′ E / 6.8°S,172.9°E \| 20 km \| \| O \| 4° 12′ S, 174° 54′ E / 4.2°S,174.9°E \| 30 km \| \| W \| 3° 30′ S, 177° 30′ E / 3.5°S,177.5°E \| 70 km \| |          |
| Daedalus | Coordenades | Diàmetre |
| B        | 4° 06′ S, 179° 48′ O / 4.1°S,179.8°O | 23 km    |
| C        | 4° 06′ S, 178° 54′ O / 4.1°S,178.9°O | 68 km    |
| G        | 6° 36′ S, 177° 24′ O / 6.6°S,177.4°O | 33 km    |
| K        | 8° 18′ S, 178° 30′ O / 8.3°S,178.5°O | 24 km    |
| M        | 8° 06′ S, 179° 30′ E / 8.1°S,179.5°E | 13 km    |
| R        | 7° 42′ S, 175° 12′ E / 7.7°S,175.2°E | 41 km    |
| S        | 6° 48′ S, 172° 54′ E / 6.8°S,172.9°E | 20 km    |
| O        | 4° 12′ S, 174° 54′ E / 4.2°S,174.9°E | 30 km    |
| W        | 3° 30′ S, 177° 30′ E / 3.5°S,177.5°E | 70 km    |